# Mellon Collie and the Infinite Sadness
Mellon Collie and the Infinite Sadness är det tredje studioalbumet av den amerikanska rockgruppen The Smashing Pumpkins. Det släpptes den 24 oktober 1995 genom Virgin Records på dubbelalbum i CD- och kassettbandformat, senare även på numrerad trippel-LP. Gruppens frontfigur Billy Corgan skrev nästintill samtliga 28 låtar och producerade albumet tillsammans med Flood och Alan Moulder. Albumet har ett brett spektrum av stilar, liksom större musikalisk input från basisten D'arcy Wretzky och andra gitarristen James Iha.
Ledd av singeln "Bullet with Butterfly Wings" debuterade skivan som etta på Billboard 200-listan, vilket var första och enda gången detta hände gruppen. Albumet gav upphov till ytterligare fem singlar—"1979", "Zero", "Tonight, Tonight", den promotionella "Muzzle" samt "Thirty-Three"—under 1996, och har uppnått amerikansk diamantcertifiering enligt RIAA. Med Mellon Collie and the Infinite Sadness, som har hyllats av kritiker för dess ambition och omfattning, erhöll bandet sju Grammy-nomineringar 1997.

## Inspelning och produktion
Efter den tretton månader långa turnén för The Smashing Pumpkins andra album, Siamese Dream (1993), började Billy Corgan genast skriva låtar för bandets nästa skiva. Redan från början hade bandet tänkt att den nya skivan skulle bli ett dubbelalbum, delvis inspirerat av The Beatles White Album. Corgan sa, "Vi hade nästan tillräckligt med material för att göra Siamese Dream ett dubbelalbum. Med detta nya album gillade jag idén att vi skulle skapa en större bredd i vilken vi lade andra typer av material vi skrev." Corgan kände att bandets musikaliska tillvägagångssätt var att bara fortsätta och ville bandet skulle betrakta albumet som om det vore deras sista. Corgan hade då beskrivit albumet för musikpressen som "The Wall för Generation X", en jämförelse med Pink Floyds album från 1979, ett av de bäst säljande och kändaste konceptalbumen genom tiderna.
Bandet bestämde sig för att avstå från att arbeta med Butch Vig, som hade producerat gruppens tidigare album, och valde istället Flood och Alan Moulder som samproducenter. Corgan förklarade: "För att vara helt ärlig tror jag att det var en situation där vi skulle bli så nära Butch att det började bli till vår nackdel... Jag bara kände att vi var tvungna att tvinga situationen, ljudmässigt, och ta oss själva ur det typiska Pumpkins-inspelningsläget. Jag ville inte upprepa tidigare Pumpkins-arbete."
Flood började genast få bandet att ändra sina inspelningsrutiner. Corgan har senare kommenterat, "Flood kände att bandet han ville se live inte riktigt var fångat på skiva", vilket han därefter försökte göra. I april 1995 började bandet spela in i en replokal, istället för att bege sig in i studion direkt. Under dessa sessioner spelade bandet in rytmspår med Flood, vilka snart kom att utvecklas från grovskisser till att utgöra en stor del av albumets rytmsektioner. Flood insisterade även på att bandet varje dag skulle avvara tid åt att jamma eller skriva låtar, övningar som bandet tidigare aldrig hade bedrivit under inspelningssessioner. Corgan sa att "Arbeta på det sättet gjorde hela processen väldigt intressant—hindrade den från att bli mödosam".
Corgan ville eliminera den stress som hade präglat inspelningarna under Siamese Dream. Gällande problemen med att spela in det föregående albumet har han sagt, "För mig var det största problemet den försåtliga mängd tid som alla förbrukade med att vänta på att gitarrdelarna skulle förses med pålägg. Det fanns bokstavligt talat veckor då ingen hade något att göra mer än att sitta och vänta." För att undvika detta bestämde sig bandet den här gången för att använda två separata inspelningsrum samtidigt. Det nya tillvägagångssättet gjorde att Corgan kunde arbeta med sång och arrangemang i det ena rummet medan inspelning pågick i det andra. Uppdelningen under dessa sessioner var Flood och Corgan i ett rum och Moulder, James Iha och D'arcy Wretzky i ett rum. Iha och Wretzky var mycket mer delaktiga i inspelningen av albumet, till skillnad från tidigare album då det hade ryktats om att Corgan hade spelat in samtliga bas- och gitarrspår själv. Iha har kommenterat följande,
| ” | Den stora skillnaden är att Billy inte är den stora 'Jag gör det-Jag gör det'. Det är mycket bättre. Bandet arrangerade många låtar för den här skivan och låtskrivarprocessen var strukturell. Omständigheterna med den senaste skivan och sättet vi arbetade på var riktigt dåligt. | „ |

När arbetet i replokalen hade slutförts gjorde bandet pålägg vid Chicago Recording Company. Pro Tools användes för att dubblera gitarrspåren samt för postproduktion såsom loopar och samplingar. Wretzky spelade även in flera bakgrundssångspår men alla ströks utom det som sedan användes i låten "Beautiful". Vid slutet av inspelningssessionerna hade bandet fått ihop 57 färdiga låtar att välja och sålla bland. Mellon Collie and the Infinite Sadness var ursprungligen tänkt att innehålla 32 låtar men skars sedan ner till 28 låtar. Många av de låtar som inte fick plats på albumet släpptes istället som b-sidor på singlarna och senare på samlingsboxen The Aeroplane Flies High (1996).

## Musik

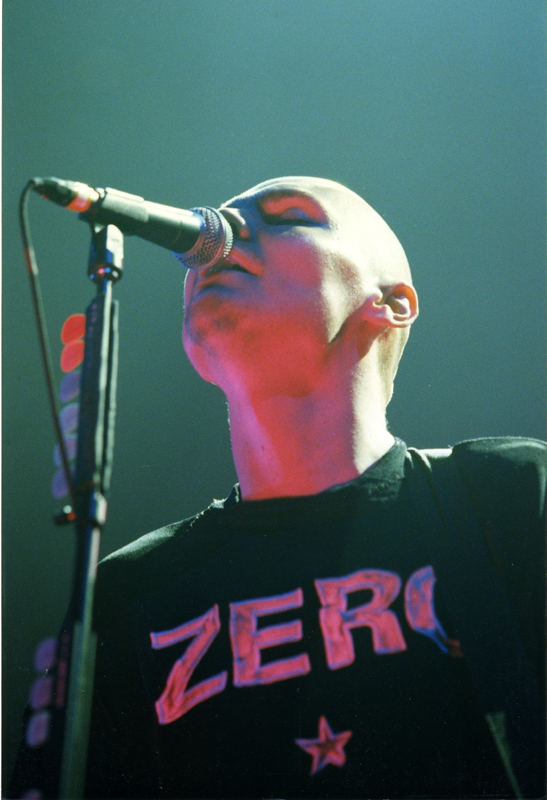
En skallig Billy Corgan på scen under Mellon Collie-turnén, iklädd sin karaktäristiska "Zero"-tröja.

Låtarna på Mellon Collie and the Infinite Sadness är menade att hänga ihop konceptuellt, där de två skivorna representerar dag och natt. Trots detta har Corgan förkastat termen konceptalbum för att beskriva albumet, som då ansågs mer "fritt" och "vagt" än bandets tidigare album. Corgan har dock även sagt att det är baserat på "människans villkor för dödlig sorg". Corgan riktade albumets budskap till människor i åldrarna 14 till 24, i hopp om att "sammanfatta alla de känslorna jag hade i min ungdom men aldrig kunde uttrycka ordentligt". Han sammanfattade med att säga, "Jag vinkar hejdå till mig i backspegeln, försöker knyta ihop min ungdom och lägga den under sängen".
Albumet har ett brett spektrum av olika stilar bland låtarna, till skillnad från de två föregående albumen som enligt en del kritiker hade en "endimensionell smak". Flera olika instrument användes, bland annat piano ("Mellon Collie and the Infinite Sadness"), synthesizer och trumloopar ("1979"), en liveorkester ("Tonight, Tonight") och till och med föremål som saltkar och saxar ("Cupid de Locke").
Gitarrerna på albumet var nedstämda ett halvt steg för att "få musiken lite lägre", har Corgan förklarat. På en del låtar, till exempel "Jellybelly", var första gitarrsträngen nedstämd ytterligare ett helt steg till C♯ (vilket Corgan kallade för "grungestämningen"). Användandet av gitarrpålägg varierade mycket jämfört med tidigare album. Iha sa, "Förut skulle det göras pålägg på allt och överdrivas med lagrade gitarrer. Det var inte riktigt tanken den här gången, fastän vi gjorde det också." "To Forgive" består enbart av en tagning gitarrer medan "Thru the Eyes of Ruby" innehåller runt 70 gitarrspår. De olika sektionerna av "Porcelina of the Vast Oceans" spelades in vid olika tillfällen med olika instrument och inspelningsuppsättningarna, och sammansattes digitalt i Pro Tools. Corgan och Iha delade på rollen som sologitarrist; Iha uppskattade att gitarrsolona delades "hälften hälften" på skivan.

## Mottagande
Albumet möttes av positiv kritik. Christopher John Farley från tidningen Time kallade albumet för "gruppens mest ambitiösa och fulländade verk hittills". Farley skrev, "Man får känslan av att bandet [...] tog sig fram på magkänsla; albumets stora omfattning (28 låtar) tillät inte att vara efterklok eller påhittig". Time utsåg Mellon Collie and the Infinite Sadness till årets bästa album 1995. Entertainment Weekly gav albumet toppbetyget A; recensenten David Browne berömde gruppens ambition och skrev "Mellon Collie and the Infinite Sadness är mer än bara ett verk av plågande, pedantisk popbesatthet. Corgan visar upp sig själv som en av de sista sanna troende: någon för vilken spyr ut så mycket musik resulterar i någon sorts finkultur för åldrarna. Han verkar inte bekymra sig över de ständiga 'selling out'-problemen inom alterna-rock, och bra för honom: Han siktar på någonting högre som övervinner allt." Webbplatsen IGN gav albumet ett betyg på 9.5 av 10 och skrev, "Som bandets magnum opus förändrade det ansiktet för Alternativ Rock. Med det sagt är det inte bara musik utan också ett konstverk."

## Låtlista
I CD- och kassettbandformat heter skivorna Dawn to Dusk och Twilight to Starligt medan de sex sidorna på vinylversionen heter Dawn, Tea Time, Dusk, Twilight, Midnight och Starlight. På vinylversionen är dessutom låtordningen helt annan och det finns två extraspår i form av "Tonite Reprise" och "Infinite Sadness".
Låtarna skrivna av Billy Corgan om inget annat anges.

### CD/kassettversion
| 1.  | Mellon Collie and the Infinite Sadness |     | 2:52 |
| 2.  | Tonight, Tonight                       |     | 4:14 |
| 3.  | Jellybelly                             |     | 3:01 |
| 4.  | Zero                                   |     | 2:41 |
| 5.  | Here is No Why                         |     | 3:45 |
| 6.  | Bullet with Butterfly Wings            |     | 4:18 |
| 7.  | To Forgive                             |     | 4:17 |
| 8.  | Fuck You (An Ode to No One)            |     | 4:51 |
| 9.  | Love                                   |     | 4:21 |
| 10. | Cupid de Locke                         |     | 2:50 |
| 11. | Galapogos                              |     | 4:47 |
| 12. | Muzzle                                 |     | 3:44 |
| 13. | Porcelina of the Vast Oceans           |     | 9:21 |
| 14. | Take Me Down                           | Iha | 2:52 |

| 1.  | Where Boys Fear to Tread  |                               | 4:22 |
| 2.  | Bodies                    |                               | 4:12 |
| 3.  | Thirty-Three              |                               | 4:10 |
| 4.  | In the Arms of Sleep      |                               | 4:12 |
| 5.  | 1979                      |                               | 4:25 |
| 6.  | Tales of a Scorched Earth |                               | 3:46 |
| 7.  | Thru the Eyes of Ruby     |                               | 7:38 |
| 8.  | Stumbleine                |                               | 2:54 |
| 9.  | X.Y.U.                    |                               | 7:07 |
| 10. | We Only Come Out at Night |                               | 4:05 |
| 11. | Beautiful                 |                               | 4:18 |
| 12. | Lily (My One and Only)    |                               | 3:31 |
| 13. | By Starlight              |                               | 4:48 |
| 14. | Farewell and Goodnight    | Corgan/Iha/Chamberlin/Wretzky | 4:22 |

### Vinylversion
| 1. | Mellon Collie and the Infinite Sadness |     | 2:52 |
| 2. | Tonight, Tonight                       |     | 4:14 |
| 3. | Thirty-Three                           |     | 4:10 |
| 4. | In the Arms of Sleep                   |     | 4:12 |
| 5. | Take Me Down                           | Iha | 2:52 |

| 1. | Jellybelly                   | 3:01 |
| 2. | Bodies                       | 4:12 |
| 3. | To Forgive                   | 4:17 |
| 4. | Here Is No Why               | 3:45 |
| 5. | Porcelina of the Vast Oceans | 9:21 |

| 1. | Bullet with Butterfly Wings | 4:18 |
| 2. | Thru the Eyes of Ruby       | 7:38 |
| 3. | Muzzle                      | 3:44 |
| 4. | Galapogos                   | 4:47 |
| 5. | Tales of a Scorched Earth   | 3:46 |

| 1. | 1979                      | 4:25 |
| 2. | Beautiful                 | 4:18 |
| 3. | Cupid de Locke            | 2:50 |
| 4. | By Starlight              | 4:48 |
| 5. | We Only Come Out at Night | 4:05 |

| 1. | Where Boys Fear to Tread | 4:22 |
| 2. | Zero                     | 2:41 |
| 3. | An Ode to No One         | 4:51 |
| 4. | Love                     | 4:21 |
| 5. | X.Y.U.                   | 7:07 |

| 1. | Stumbleine             |                               | 2:54 |
| 2. | Lily (My One and Only) |                               | 3:31 |
| 3. | Tonite Reprise         |                               | 2:40 |
| 4. | Farewell and Goodnight | Corgan/Iha/Chamberlin/Wretzky | 4:22 |
| 5. | Infinite Sadness       |                               | 3:47 |

## Medverkande
The Smashing Pumpkins
- Billy Corgan – sång, gitarr, piano, mellotron, produktion, ljudmix, stråkarrangemang på "Tonight, Tonight", art director och design
- James Iha – gitarr, bakgrundssång, ljudmix, ytterligare produktion av "Take Me Down" och "Farewell and Goodnight"
- D'arcy Wretzky – bas, sång på "Beautiful" och "Farewell and Goodnight"
- Jimmy Chamberlin – trummor, sång på "Farewell and Goodnight"

Övriga musiker
- Chicago Symphony Orchestra – orkester på "Tonight, Tonight"
- Greg Leisz – pedal och lap steel guitar på "Take Me Down"

Produktion
- Roger Carpenter – teknisk assistent
- John Craig – illustration
- Flood – produktion, ljudmix
- Andrea Giacobbe – fotografi
- Barry Goldberg – ytterligare sånginspelning, ljudmixassistent
- Adam Green – teknisk assistent
- Dave Kresl – stråkinspelningsassistent
- Tim "Gooch" Lougee – teknisk assistent
- Guitar Dave Mannet – teknisk assistent
- Jeff Moleski – teknisk assistent
- Alan Moulder – produktion, ljudmix
- Frank Olinsky – art director och design
- Claudine Pontier – inspelningsassistent
- Audrey Riley – stråkarrangemang på "Tonight, Tonight"
- Chris Shepard – inspelning
- Russ Spice – teknisk assistent
- Howie Weinberg – mastering
- Bob Ludwig – mastering (2012 års remaster)[20]

## Listplaceringar och certifikat
| Lista (1995)        | Högsta position |
| ------------------- | --------------- |
| Australien          | 1               |
| Belgien             | 2               |
| Kanada (RPM)        | 2               |
| Finland             | 14              |
| Frankrike           | 34              |
| Nederländerna       | 6               |
| Norge               | 7               |
| Nya Zeeland         | 1               |
| Schweiz             | 27              |
| Sverige             | 1               |
| Storbritannien      | 4               |
| Tyskland            | 21              |
| USA (Billboard 200) | 1               |
| Österrike           | 36              |

| Land                 | Sålda ex.   | Certifikat  |
| -------------------- | ----------- | ----------- |
| USA (RIAA)           | 10 000 000+ | 10x Platina |
| Kanada (CRIA)        | 1 000 000+  | Diamant     |
| Tyskland (IFPI)      | 250 000+    | Guld        |
| Nederländerna (NVPI) | 35 000+     | Guld        |
| Storbritannien (BPI) | 300 000+    | Platina     |

| Lista (1990–99)     | Position |
| ------------------- | -------- |
| USA (Billboard 200) | 80       |